# رامي مخلوف
رامي مخلوف من مواليد 10 يوليو 1969 رجل أعمال سوري وابن خال الرئيس السوري السابق بشار الأسد. كان يعتبر واحداً من أكثر الرجال نفوذاً في المنطقة، وكان يعتبر أكبر شخصية اقتصادية في سوريا إبان عهد نظام بشار الأسد، وكان المالك الرئيسي لشبكة الهاتف المحمول سيريتل. وفقاً لصحيفة فاينانشال تايمز، كان لدى مخلوف العديد من المصالح التجارية والتي تشمل الاتصالات السلكية واللاسلكية والنفط والغاز، والتشييد، والخدمات المصرفية، وشركات الطيران والتجزئة، ووفقاً لبعض المحللين السوريين فكان لا يمكن لأي شخص سوري أو من جنسيات أخرى حتى الشركات سواء أجنبية أو عربية القيام بأعمال تجارية في سوريا دون موافقته ومشاركته.

## خلفية
يعتبر رامي مخلوف من أغنى أغنياء سوريا ، وهو ابن خال الرئيس السوري السابق بشار الأسد ، ويتصل بآل الأسد من خلال عمته أنيسة مخلوف زوجة الرئيس السوري السابق حافظ الأسد. وقد قدرت ثروته الشخصية في عام 2008 بنحو 6 مليارات دولار أمريكي، ويعتبر مالكاً لشركة سيرتيل التي تعتبر واحدة من شركتين الهواتف المحمولة في سوريا، ويشارك في العقارات والمصارف ومناطق التجارة الحرة على طول الحدود مع لبنان، والأسواق الحرة، والمتاجر الفاخرة.
كان رامي مخلوف ضمن مجموعة من المحتكرين الصغيرين ، لكنه توسع بسبب توسع القطاع الخاص السوري في عام 1990 ، وقد وكان حافظ الأسد يعتمد على آل مخلوف لدعم ابنه من الناحية المادية دون تدخلهم في الحياة السياسية، ويتمتع رامي وأخوه إيهاب بإعفاءات تامة من الرسوم الجمركية ويقوم بدوره بتوزيعها على التجار.

## نشاطه

### مخلوف وشركة مرسيدس
- حاول رامي مخلوف الحصول على امتيازات شركة مرسيدس في سوريا ، حيث قام بالضغط على شركة مرسيدس عن طريق تمرير قانون في سوريا يمنع مرسيدس من توريد أي قطع غيار إلى سوريا إلى أن حصل على الوكالة الحصرية للسيارات. على الرغم من محاولة مرسيدس الحفاظ على حق الوكالة لأسرة سنقر والذين حصلوا على هذا الامتياز منذ فترة طويلة.

### نشاطه في السياحة
- مصالح مخلوف واسعة النطاق بشكل كبير جداً، حيث أنه هو صاحب الغالبية العظمى من شام القابضة التي تملك استثمارات في قطاع السياحة الفاخرة، والمطاعم، والعقارات من خلال خصائص بينا ، ومن أهم شركاته في السياحة شركة المدائن.

## نشاطه في الطيران
يسيطر مخلوف أيضاً على شركة الخطوط الجوية العربية السورية لؤلؤ ، أول شركة طيران خاصة تم ترخيصها في البلاد.

### القطاع المصرفى
ويستثمر أيضاً في عدة بنوك خاصة أنشئت في سوريا ، مثل البنك الإسلامي الدولي لسوريا ، بنك بيبلوس ، بنك البركة، بنك قطر الدولي، بنك الشام وبنك الأردن في سوريا وفي شركات التأمين، والخدمات المالية للشركات.

### النفط والغاز
وهو نشط كذلك في قطاع الوقود والنفط والغاز، من خلال شركة جلف ساندز البريطانية للنفط.

### قطاع العقارات
كذلك أيضا نشط في شركات العقارات مثل شركة الفجر، باترا القاعدة بالإضافة إلى شركة الحدائق.

### الإعلام
وأيضا يقوم بالاستثمارات في وسائط الإعلام مثل صحيفة الوطن ، تلفزيون نينار ، بالإضافة لقناة الدنيا الفضائية ، وفي شركات الدعاية والإعلان مثل شركة بروميديا

### التعليم
من أهم المؤسسات التعليمية التي يملكها مخلوف مدرسة الشويفات الدولية

### الصناعة
لمخلوف باعٌ واسع في مجال الصناعة، حيث يملتك شركة Eltel Middle East (إيلتيل ميدل إيست)، وكذلك شركات عامة مثل شركة تي بي راماك، ولمخلوف أملاك كبيرة في جزيرة فيرجن الأمريكية، وقد رفعت ضده دعوى قضائية، بسبب تلك الحيازات، فتم نقلها إلى أخيه إيهاب مخلوف، وأيضاً يحتكر مخلوف استيراد التبغ لسوريا.

### علاقات رامي مخلوف وآل الأسد
يقيم مخلوف علاقات وثيقة مع بشرى الأسد، الأخت الكبرى لبشار الأسد، بالإضافة لزوجها آصف شوكت، وله عدة مشاريع مشتركة في لبنان بينه وبين ماهر الأسد الشقيق الأصغر لبشار الأسد، هناك تقارير عن التوتر بين البلدين، والتي تعتبر السبب في نقل أجزاء من أعمال مخلوف في عام 2005 إلى دبي، حيث يقول بعض المحللين أن رامي كاد أن يكون كبش فداء لحملة ضد الفساد !

## اتهامه بالفساد

### تقرير وزارة الخزانة الأمريكية
في فبراير شباط عام 2008 ، قالت وزارة الخزانة الأمريكية أن مخلوف من بين المستفيدين من الفساد الذي يحدث في سوريا، وأن نفوذه واتصالاته مع النظام السوري وقربه منه قد كان سببا في احتكار بعض السلع الربحية ووفقا لوزارة الخزانة الأمريكية: "مخلوف تلاعب بالنظام القضائي السوري واستخدم مسؤولي الاستخبارات السورية لترهيب منافسيه في الأعمال. ووظّف هذه التقنيات عند محاولة الحصول على تراخيص حصرية لتمثيل شركات أجنبية في سوريا والحصول على منح العقود "

### عقوبات الاتحاد الأوروبي
وفي 10 مايو 2011 وضع الاتحاد الأوروبي عقوبات على مخلوف في بتمويل النظام والسماح للعنف ضد المتظاهرين في الثورة السورية 2011

### موقف المعارضة السورية من رامي مخلوف وعلاقته بالنظام السوري
- ويعتبر رامي مخلوف من قبل المعارضة السورية رمزا للفساد في سوريا، خلال انتفاضة السورية 2011، وقد اتهموه المتظاهرين بأنه "لص"، ومن بين المراقبين السياسيين من المقبول عموما أن ثروة مخلوف الكبيرة هو نتيجة لعلاقاته العائلية وثيقة بالنظام السوري، واتهم مخلوف بتحويل المكالمات الهاتفية اللبنانية بطريقة غير شرعية عبر سوريا بمساعدة رجل الأعمال بيار فتوش لصالح شركة سيريتيل.
- ويرتبط اعتقال رياض سيف المعارض السوري لانتقاده لرامي مخلوف. وأصبح سيف، وهو عضو في البرلمان واحدا من النقاد المتحمسين لآداء الحكومة السورية، والمعروف خارج سوريا بسبب انتقاد حكومته خلال ربيع دمشق عام 2001 . على الرغم من تحذيرات عدة من قبل النظام السوري على عدم التدخل، وبدأ رياض في سبتمبر 2001 حملة لمكافحة الفساد ضد الطريقة التي تم بها منح رخصتين للهاتف المحمول GSM، واحدة من التي كانت قد منحت لشركة سيريتل لصالح مخلوف، بعد ذلك بوقت قصير خسر سيف الحصانة البرلمانية عنه، واعتقل وسجن لمدة خمس سنوات.

## مخلوف والانتفاضة السورية 2011
- نشطاء المعارضة أثناء الانتفاضة السورية 2011 ، اتهموا مخلوف بتمويل المظاهرات الموالية للحكومة على حد سواء في جميع أنحاء سوريا وخارجها، من خلال توفير الأعلام واللافتات المكتوب عليها عبارات موالية للنظام، بالإضافة لوجبات الطعام والمال لتلك التظاهرات
- في 16 يونيو 2011 قال رامي مخلوف أنه ترك ساحة الأعمال في سورية، وتدان ثروته ودوره باعتباره شخصية مكروهة من المتظاهرين، نظرا لقربه للرئيس الأسد .